# San Giovanni Battista (Syrakus)

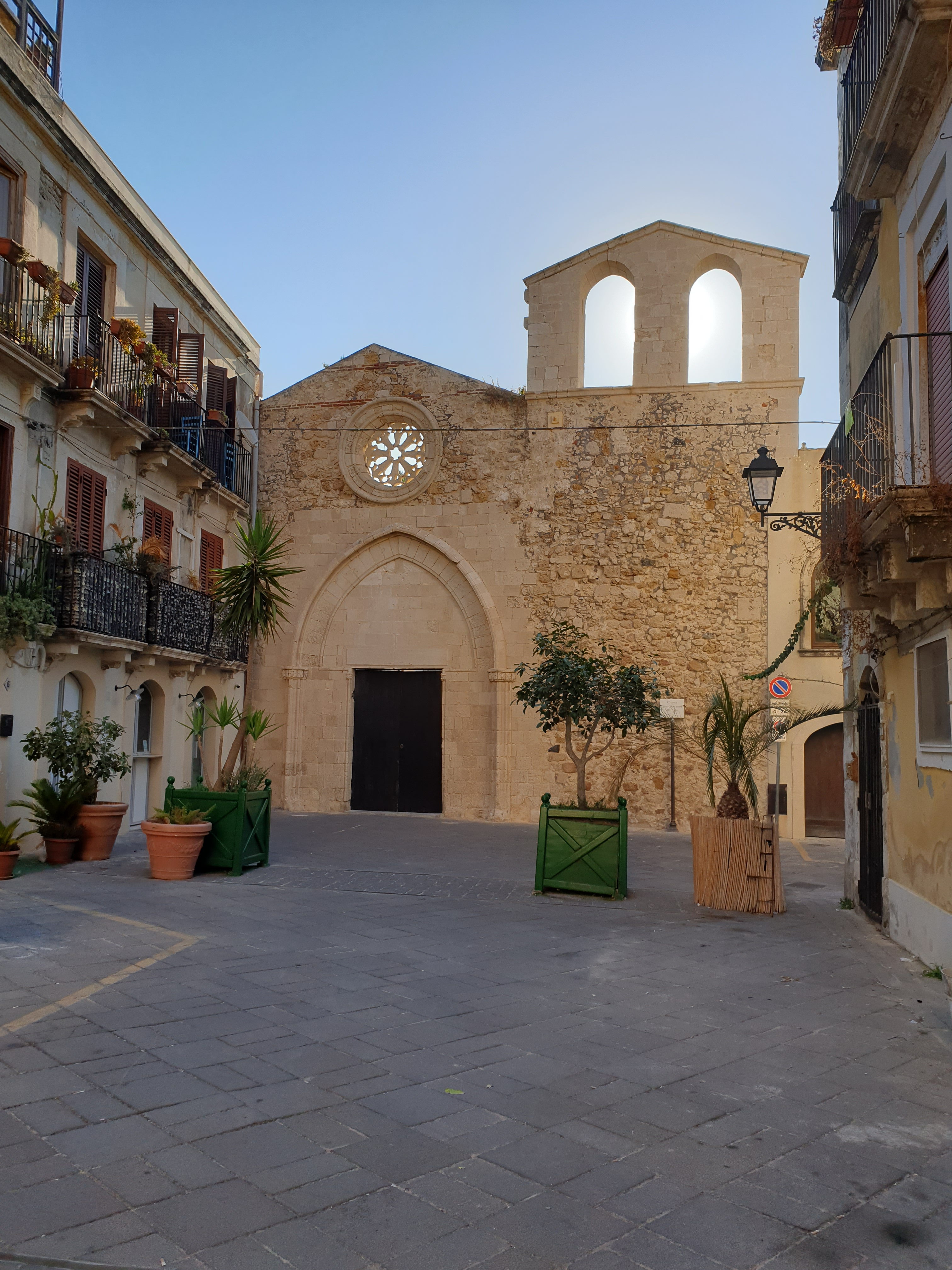
San Giovanni Battista in der Altstadt von Syrakus

San Giovanni Battista, auch San Giovannello, ist eine römisch-katholische Kirche an der piazza del Precursore auf der Insel Ortygia in Syrakus auf Sizilien, die auf das 4. Jahrhundert zurückgeht. Der heutige Bau entstand um 1380 und ist heute weitgehend eine Ruine ohne Kirchendach, wo aber noch bzw. wieder seit 2015 Gottesdienste im Sommer stattfinden.
Unter dem heutigen Bau aus dem 14. Jahrhundert liegt eine frühchristliche Basilika aus dem 4. Jahrhundert. Im Altertum galt sie nach der Bedeutung als die zweite nach der Bischofskirche. Unter den Arabern und Byzantinern wurde der Bau als jüdische Synagoge mitten im Judenviertel genutzt. Bis zur Vertreibung der Juden aus dem spanischen Herrschaftsbereich 1492 blieb dies so, dann wurde das Gebäude wieder zur Kirche bis 1915. Ein Jahrhundert lang wurde sie weiter als Theater und Veranstaltungszentrum genutzt. Heute ist sie die Pfarrkirche San Giovanni Battista all’Immacolata, die Johannes dem Täufer und der Gottesmutter geweiht ist.

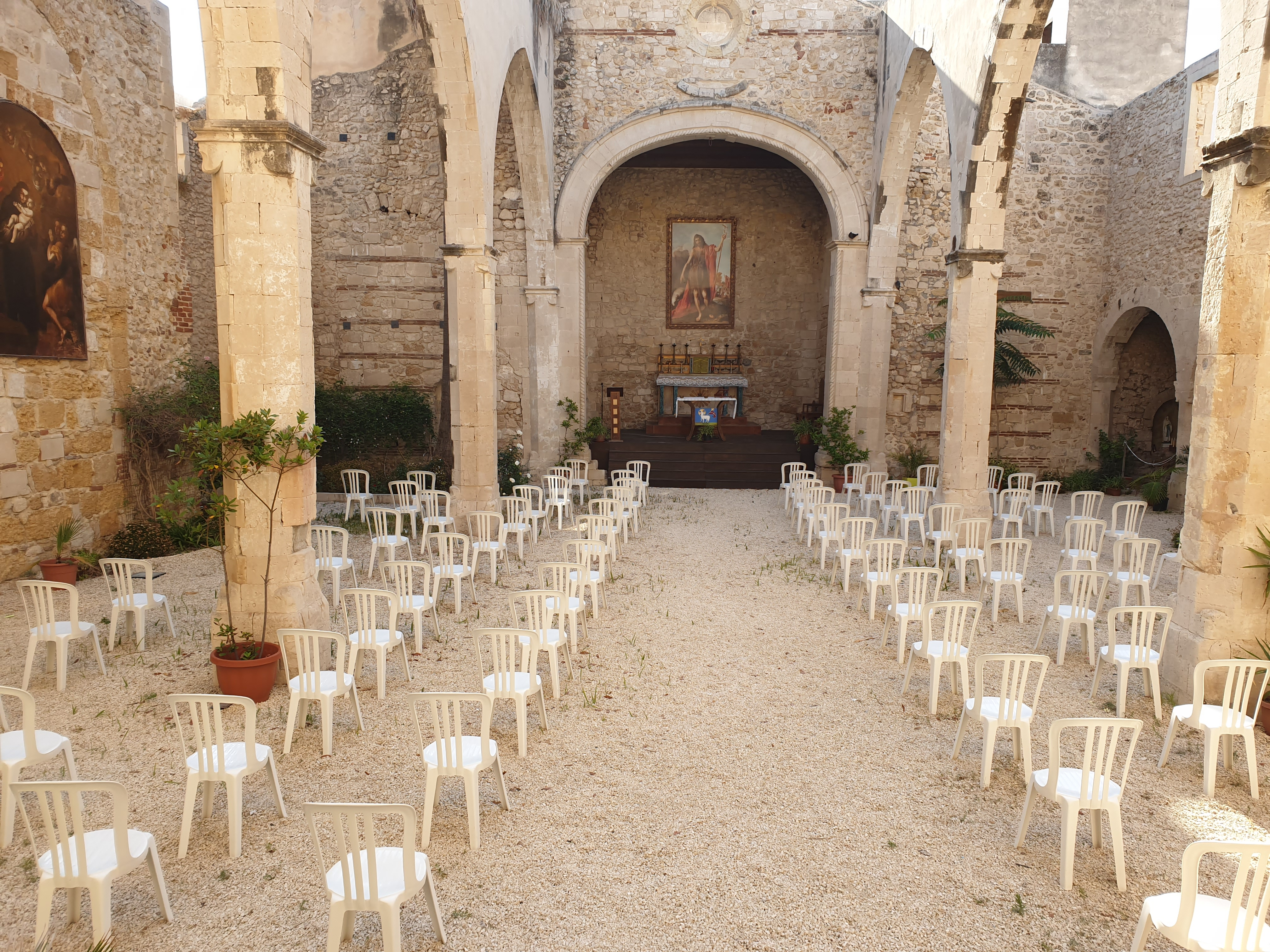
Kircheninneres von San Giovanello

Ein gotisches Portal aus dem 15. Jahrhundert, eine Fensterrose und die Fassadenspitze sind erhalten, wobei besonders im 18. Jahrhundert noch Veränderungen vollzogen wurden. Es gibt zwei dachlose Glockentürme auf der linken Seite. Das Innere zeigt ein Lateinisches Kreuz mit drei Schiffen, Säulen und Pfeiler wechseln sich ab.
Sie ist nicht zu verwechseln mit San Giovanni alle Catacombe in den Katakomben von Syrakus.

## Einzelbelege
1. ↑  La Chiesa di San Giovannello, Syrakus Podcast. Abgerufen am 28. Januar 2023.
2. ↑  Das ehemalige Judenviertel (giudecca) ist heute noch an den Straßennamen zu erkennen. In der Nähe ist das Bad (Mikwe) 18 m tief unter einem Hotelbau gefunden worden.
3. ↑  Jim Tobias: Sizilianisches Tauchbad. 12. Dezember 2016, abgerufen am 30. Januar 2023.
4. ↑  Giuseppe Agnello: Siracusa in età normanna. In: Pina Travagliante, Marco Leonardi (Hrsg.): Qui si trova la chiave per comprendere il tutto : aspetti storici della Sicilia dall’età medievale all’età contemporanea. Viagrande (Catania) 2017, ISBN 978-88-934114-6-2, S. 61.
5. ↑  PARROCCHIA SAN GIOVANNI BATTISTA ALL’IMMACOLATA. In: Chiesa di Siracusa. 27. September 2017, abgerufen am 29. Januar 2023 (italienisch).

Koordinaten: 37° 3′ 34,9″ N, 15° 17′ 49″ O